# 제16군단 (미국)
제16(XVI)군단(XVI Corps)는 미국 육군의 군단이다. 제2차 세계 대전 유럽 작전전구에 제9군의 일원으로 참전하였고, 한국 전쟁 당시에는 극동사령부의 예비대로서 편성되었다.

## 역사

### 제2차 세계 대전
1933년 10월 1일에 예비대로 구성되어 1943년 12월 7일 포트 라일리에서 창설되었다. 군단은 제9군의 일원으로서 유럽 전구에 참가했으며, 전후 캠프 킬리머에서 1945년 12월 7일에 해산하였다.

### 한국 전쟁
한국 전쟁 도중에 유엔군은 중국인민지원군의 참전으로 전세가 뒤집히면서 급하게 남쪽으로 퇴각해야 했다. 이에 위협을 느낀 극동사령부는 1951년 4월 1일에 제16(XXVI)군단을 예비대로 지정하고 5월 10일에 소집했다. 군단장과 참모들은 일본 센다이시 캠프 쉼멜페니그에 본부를 꾸렸으며, 제1기병, 제24, 제40보병사단을 배정받았다. 전투에 참가하는 일없이 1954년 11월 20일에 예비대로서의 임무를 끝내고 해산하였다.

### 냉전
1957년 11월 22일에 네브래스카주 오마하에서 세 번째로 소집되었고, 1968년 4월 30일에 해산하였다.

## 조직

### 예속
- 제9군, 1944년
- 극동사령부, 1951년

### 편성
한국 전쟁
- 직할
  - 제50통신대대
- 배속
  - 제1기병사단; 1951년 10월 ~ 1954년 11월
  - 제24보병사단; 1951년 5월 ~ 1953년 7월
  - 제40보병사단; 1951년 5월 ~ 1952년 2월
  - 제45보병사단; 1951년 5월 ~ 10월
  - 제187연대전투단; 1952년 10월 ~ 1953년 6월

## 참조
- Clay, Steven E. (2010). 《U.S. Army Order of Battle 1919 – 1941》 (영어) 1판. 포트 레번워스: Combat Studies Institute Press. ISBN 0-98-419014-7.
- Stanton, Shelby L. (1984). 《Order of Battle: U. S. Army, World War II》 (영어). New York: Galahad Books. ISBN 0-89-141195-X.
- Gordon L. Rottman (2002). 《korean war Order of Battle: United States, United Nations, and Communist Ground, Naval, and Air Forces, 1950-1953》 (영어). Greenwood Publishing Group. 14쪽. ISBN 9780275978358.
- Wilson, John B. compiler (1999). 《Armies, Corps, Divisions, and Separate Brigades》 (영어). 워싱턴, D.C.: Government Printing Office. ISBN 0-16-049994-1.